# Celes (genre)
Genre
Celes est un genre d'insectes orthoptères de la famille des Acrididae.

## Distribution
Eurasiatique, localisé en France.

## Liste des espèces
Selon BioLib (15 janvier 2023) et Catalogue of Life (15 janvier 2023) :
- Celes skalozubovi Adelung, 1906
- Celes variabilis (Pallas, 1771)